# Nassarius clarus
Nassarius clarus là một loài ốc biển, là động vật thân mềm chân bụng sống ở biển thuộc họ Nassariidae.

## Phân bố
Loài này có ở:
- Tây Australia[2]

## Sinh thái học
Nassarius clarus feeds on dead fishes and other carrion.